# Wes Nunes
Wes Nunes (São Paulo, 2 de junho de 1991) é um quadrinista, chargista e ativista LGBT brasileiro. Criador da webcomic Manifesto dos Quadrinhos, já participou de diversos eventos e colaborações com outros artistas. Desde 2013 publica para jornais de São Paulo e região sul. Em 2015, foi indicado ao Troféu HQ Mix na categoria "web quadrinhos" por Manifesto dos Quadrinhos.

## Carreira
Wes começou sua produção autoral na adolescência, desenhando fanzines, assim como escrevendo pequenos roteiros. Seu trabalho se desenvolveu rapidamente em 2013, quando deu início a publicação de charges e tirinhas de crítica política em alguns jornais do Brasil, seguido também de reconhecimento quando seus trabalhos semanais publicados em grupos e centros acadêmicos da Universidade de São Paulo começaram a figurar com certo destaque e notoriedade.
Em 2014 criou o blog chamado Manifesto dos Quadrinhos, em atividade até hoje, onde desenha e expõe sobre a violência e o preconceito contra pessoas LGBTs no Brasil, valendo-se de extremo desconforto gráfico com ilustrações e histórias explicitamente chocantes. Este trabalho lhe rendeu fama nacional dentre os autores considerados underground, conferindo uma indicação ao Troféu HQMIX de 2015 pela categoria de melhor “Web Quadrinho” do ano.
Elogiado diretamente pela premiada quadrinista e chargista brasileira, Laerte Coutinho, o trabalho de Wes Nunes se tornou conhecido e referenciado nas discussões sobre sexualidade e gênero em todo o país, sendo conteúdo de monografias e palestras acadêmicas do tema. Em 2017, lançará o primeiro volume de antologia do seu trabalho em o Manifesto dos Quadrinhos, de título homônimo, que será publicado pela Chiado Editora.

Além de autor de histórias em quadrinhos, Wes é gay e ativista pelos direitos LGBT. Formado em fotografia, trabalha também para diversas ONGs e empresas situadas em São Paulo, cidade onde atualmente reside.